# Япония на зимних Олимпийских играх 1972
Япония принимала участие в Зимних Олимпийских играх 1972 года в Саппоро (Япония) в девятый раз за свою историю, и завоевала по одной олимпийской медали каждого достоинства. Сборную страны представляло 85 спортсменов, в том числе 20 женщин.

## Золото
- Прыжки с трамплина, мужчины — Юкио Касая.

## Серебро
- Прыжки с трамплина, мужчины — Акицугу Конно.

## Бронза
- Прыжки с трамплина, мужчины — Сэйдзи Аоти.